# CHARMM
CHARMM (Chemistry at HARvard Macromolecular Mechanics) es el nombre de un conjunto de campos de fuerza de mecánica molecular así como el nombre de un popular paquete para realizar y analizar simulaciones de dinámica molecular. El equipo de desarrollo de CHARMM es una red global que trabaja con Martin Karplus y su grupo en la universidad de Harvard. Las licencias para trabajar con CHARMM tienen un costo para usuarios académicos. La principal ventaja de CHARMM sobre otros paquetes sin costo es la gran cantidad de herramientas para el análisis estadístico y termodinámico de las trayectorias moleculares.
La versión comercial de CHARMM se llama CHARMm (nótese la m minúscula), y está disponible a través de la compañía Accelrys.